# Hioniti
Hioniti (srednje perzijsko Xijōn ali Hijōn, avestansko  Xiiaona, sogdijsko xwn, pahlavi Xyon) so bili nomadsko ljudstvo v srednjeazijskih regijah Transoksanije in Baktrije.
Zdi se, da so Hioniti sinonim za hunska ljudstva v južnoazijskih regijah klasične/srednjeveške Indije in morda tudi za Hune evropskega poznega starega veka, ki so bili nato onomastično povezani s Xiongnuji v kitajski zgodovini.
Hionite je prvi opisal rimski zgodovinar Amijan Marcelin, ki je bil v Baktriji leta  356 in 357. Omenil je, da živijo skupaj s  Kušani, da so pred tem živeli v Transoksaniji in po prihodu v Baktrijo postali vazali Kušanov. Bili so pod njihovim kulturnim vplivom in prevzeli baktrijski jezik. Napadli so Sasanidsko cesarstvo in kasneje pod vodstvom poglavarja Grumbata služili kot plačanci v perzijski sasanidski vojski.
Zdi se, da sta bili znotraj Hionitov dve glavni podskupini, v iranskih jezikih znani Karmir Hion in Spet Hion. Predponi karmir ("rdeč") in speta ("bel") verjetno odražata srednjeazijske običaje, v katerih so določene barve simbolizirale glavne smeri neba. Karmir Hioni so bili v evropskih virih znani kot Kermihioni ali "Rdeči Huni", nekateri zgodovinarji pa so jih enačili s Kidariti in/ali Alhoni. Zdi se, da so bili Spet Hion ali "Beli Huni" v južni Aziji znani pod sorodnim imenom Sveta-huna in so se pogosto enačili s Heftaliti, kar je sporno.

## Izvor in kultura
Izvor Hionitov in njihova pradomovina sta negotovi. Zdi se, da so bili prvotno animisti in svojo vero kasneje pomešali z več različicami budizma in šivaizma. Njihovo etnično sestavo je težko določiti. Razlike med Hioniti - Huni, ki so vdrli v Evropo v 4. stoletju, in Turki je raziskovala  Carlile Aylmer Macartney (1944), ki je predlagala, da se je ime "Hion" prvotno nanašalo na nepovezano ljudstvo, kasneje pa se je zaradi podobnega zvena preneslo na Hune. Hioni, ki so se pojavili v 4. stoletju v stepah na severovzhodni meji Perzije, so bili verjetno veja Hunov, ki so se kmalu zatem pojavili v Evropi. Zdi se, da so Huni okoli leta 360 napadli in podjarmili Alane, ki so takrat živeli med Uralom in Volgo. Prva omemba Hionov je iz leta 356.
V nastanek Hionitov je bilo vpletenih vsaj nekaj turških plemen.
Predpostavko, da so Hioniti verjetno nastali kot iransko pleme, je predstavil Wolfgang Felix v Encyclopedia Iranica leta 1992.
Leta 2005 je As-Šahbazi predlagal, da so bili Hioniti prvotno hunsko ljudstvo, ki se je v Transoksaniji in Baktriji pomešalo z iranskimi plemeni in prevzelo kušansko-baktrijski jezik. Podobno je Peter B. Golden trdil, da je honitska plemenska zveza  vključevala starejše iranske nomade ter pramongolske in turške elemente.

## Zgodovina
Poraz Sjongnujev v bitki s Kitajci pri Ik Bajanu leta 89 in kasnejši pohodi Kitajcev proti njim, so bili morda dejavnik, ki je vplival na etnogenezo Hionitov in njihovo selitev v Srednjo Azijo. 
Hionitska plemena naj bi se delila v štiri glavne horde: "črno" ali severno (onstran Jaksarta), "modro" ali vzhodno (v Tjanšanu), "belo" ali zahodno (verjetno Heftaliti) okoli Hive in "rdečo" ali južno (Kidariti in/ali Alhoni) južno od Amu Darje. Artefakti iz tega obdobja, najdeni na njihovem ozemlju, kažejo, da je bila njihova totemska žival (severni) jelen. Hioniti so najbolje dokumentirani v južni Srednji Aziji od poznega 4. stoletja do sredine 5. stoletja.

### Hionitski vladarji Čača
Znano je, da so Hioniti od sredine 4. stoletja do 6. stoletja vladali  v Čaču (sodobni Taškent) ob vznožju Altaja. Pripisujejo jim posebno vrsto kovancev, na katerih so upodobljeni kot kralji z diademi, z obrazi obrnjeni v levo, s tamgo v obliki črke X in kronžo legendo v sogdijskem jeziku. Pogosto so upodobljeni tudi s polmesecem nad glavo. Obrazi in pričeske hionitskih vladarjev na kovancih so podobne tistim na poslikavah Balalyk Tepeja južno od Čača.

### Kidariti
Nekje med letoma 194 in 214 so po armenskem zgodovinarju Mojzesu iz Horene (5. stoletje) Huni, verjetno Kidariti, zavzeli mesto Balh (armensko Kuš). Po armenskih virih je Balh postal njihovo glavno mesto.
Ko je konec 4. stoletja v Baktrijo s severa vdrl nov val napadalcev, Alhonski Huni, so  bili Kidariti potisnjeni v Gandaro.

### Spopadi s Sasanidi
Zgodnje spopade med Sasanidskim cesarstvom Šapurja II. in Hioniti je opisal Amijan Marcelin. Amijan poroča, da je Šapur II.  leta 356  med bivanjem v svoji zimski rezicenci na vzhodu države "odbil napade sovražnih obmejnih plemen" (Hionitov in Evsenov/Kušanov). 
Leta 358 je s Hioniti in Gelani sklenil sporazum o zavezništvu.

### Alhoni
Leta 460 je Kingila I. v Alhonih/Alhonskih Hunih  združil heftalitsko vladajočo elito z elementi Uarov in Hionitov, 
Konec 5. stoletja so Alhoni vdrli v severno Indijo, kjer so bili znani kot Huna. V Indiji Alhonov niso razlikovali od njihovih neposrednih predhodnikov Heftalitov. Oboje so imenovali Sveta-Huna. 
Prokopij (527–565) je zapisal, da so bili bele kože, imeli organizirano oblast, niso bili nomadi in so živeli v mestih. 
Alhoni so v 5. in 6. stoletju v Baktriji kovali značilne kovance. Najzgodnejši so imeli dve značilnosti: glave kraljev so bile podolgovate, kar kaže na njihovo povezovanje,  značilno za Alhone, na prednji strani kovancev pa je značilna lunarna tamga (bik).

### Heftaliti
Heftaliti ali Beli Huni so bili nomadsko pleme, ki je osvojilo velik del vzhodnega Srednjega vzhoda. Heftaliti so bili prvotno verjetno del Hionitov.

### Nezaki
V 560. letih so moč Hunov v Baktriji razbili združeni napadi Sasanidov in Turkov. Zadnjemu heftalitskemu kralju Narani/Narendri je kljub temu uspelo med letoma 570 in 600 ohraniti neko vrsto vladavine nad plemeni nspk, napki ali Nezaki, ki so še ostala.